# Maria Koepcke
Maria Koepcke, född som Maria Emilie Anna von Mikulicz-Radecki, föddes i Leipzig 15 maj 1924, död i december 1971 i Peru, var en tysk ornitolog.
Koepcke var känd för sitt arbete med neotropiska fågelarter. Hon var en respekterad auktoritet inom sydamerikansk ornitologi i en tid då fältet till stor del dominerades av män, och hennes arbete refereras fortfarande till idag. För sina ansträngningar har hon hedrats med vetenskapliga namn på fyra peruanska fågelarter och, tillsammans med sin man, en peruansk ödleart.

## Biografi
Som ung kvinna bestämde sig Koepcke för att studera djur. Det var 1949 som Koepcke doktorerade i zoologi från Kiels universitet. Under sin tid i Kiel träffade hon sin blivande make, Hans-Wilhelm Koepcke, också zoologistuderande. Efter att ha fått sin examen reste de två till Peru för att studera fåglar och andra djur i området och de gifte sig där 1950. De bodde i Miraflores, en förort till Lima, och förvaltade Casa Humboldt, ett besökcenter, tills det stängdes 1967. Koepckes enda barn, dottern Juliane Margaret Beate Koepcke, föddes i Lima 1954.
Koepcke dog vid 47 års ålder då LANSA Flight 508 kraschade i den peruanska djungeln. Den 24 december 1971 gick hon och Juliane ombord på ett flygplan för att resa till Pucallpa, där Hans-Wilhelm arbetade vid den tiden, för att tillbringa julen där med honom. Flygplanet träffades av ett blixtnedslag under en kraftig storm och bröts isär i luften. Vid olyckan omkom hela planets besättning samt 85 av de 86 passagerarna. Maria Koepcke överlevde kraschen, men skadades svårt och dog av skadorna dagarna innan hon kunde hittas. Hennes dotter, Juliane, var den enda överlevande efter kraschen, efter att ha fallit från 3 048 meter, fortfarande fastspänd i sitt säte som tydligen dämpade hennes landning. Trots att hon var skadad, utan mat och saknade sin mor, vandrade tonåringen sedan i elva dagar genom regnskogen tills hon fann hjälp.
Vid tiden för sin död var Maria Koepcke avdelningschef för ett naturhistoriskt museum anslutet till National University of San Marcos i Lima och medlem av den tyska ornitologföreningen.
Efter Koepckes död flyttade både Hans-Wilhelm och Juliane från Peru till Tyskland, Juliane 1972 och Hans-Wilhelm 1974. Hans-Wilhelm bodde i Hamburg och undervisade i zoologi vid Hamburgs universitet fram till sin död 2000. Liksom sina föräldrar studerade Juliane zoologi vid Kiels universitet i Kiel. Hon blev däggdjursforskare och specialiserar sig på studier av fladdermöss.